# Johann Gottfried Schmeisser
Johann Gottfried Schmeisser (* 24. Juni 1767 in St. Andreasberg; † 5. Februar 1837 in Hamburg) war ein deutscher Apotheker, Chemiker, Naturwissenschaftler.

## Leben
Er erlernte den Apothekerberuf bei dem Apotheker Johann Ludwig Gösche († 1817) in Bockenem. Anschließend war er in Hamburg und Braunschweig tätig. Danach ging er mit einer Empfehlung an den bekannten englischen Naturforscher Joseph Banks nach London. Durch ihn machte er die Bekanntschaft mit dem anerkannten Botaniker James Edward Smith und dem Arzt John Hunter. Auf Empfehlung von Banks und des Herzogs von Leeds wurde er Fellow der Royal Society. Er hielt zudem Vorlesungen über Chemie und Mineralogie in englischer Sprache. Schmeisser war Mitglied der Linnean Society of London und der Medical Society. Zeitweilig hat er in der Apotheke von August Eberhard Brande gearbeitet. Hier war er als Provisor tätig. Insgesamt hielt sich Johann Gottfried Schmeisser sieben Jahre in England auf.
Auf der zweiten Reise von Caspar Voght nach England, Schottland und Irland von 1793 bis 1795 war er zeitweilig dessen Begleiter. In Edinburgh wurde er Mitglied der Royal Society of Edinburgh. Nach seiner Rückkehr lebte er auf dem Gut von Caspar Voght in Flottbek. Hier ließ er ein chemisches Laboratorium bauen. 1796 begleitete er den Freund und Partner Caspar Voghts Georg Heinrich Sieveking auf dessen Reise zu Verhandlungen nach Paris. Hier wurde er Mitglied der 1788 gegründeten Société Philomathique de Paris. Lucas Andreas Staudinger gründete mit der Unterstützung von Caspar Voght in unmittelbarer Nähe seines Gutes 1797 ein landwirtschaftliches Erziehungsinstitut, das bis 1812 bestand. Hier hielt Johann Gottfried Schmeisser Vorträge und Vorlesungen zur Chemie in der Landwirtschaft. Anschließend begleitete er den fast blinden Johann Georg Büsch auf dessen Reise in den Harz, nach Braunschweig, Göttingen und Hannover. In der Folgezeit wurde ihm noch weitere Ehrungen angetragen, so die eines Adjunkten des im Jahre 1804 gegründeten Schleswig-Holsteinischen Sanitätskollegiums. In Helmstedt erhielt er das Diplom eines Dr. med. Er war Mitglied der Gesellschaft Naturforschender Freunde zu Berlin.
1805 wurde er Besitzer einer Apotheke in Altona, die er einige Jahre später wieder verkaufte. Danach hatte er sich in Kopenhagen aufgehalten. Nach der Rückkehr 1823 bezog er eine Wohnung in Hamburg. Er praktizierte als Arzt und hielt Vorlesungen. Er besaß eine Sammlung physikalischer und chemischer Instrumente möglicherweise zur Benutzung in seinen Vorlesungen.

## Familie
Johann Gottfried Schmeisser war verheiratet mit Louise Janette (1781–1815), einer Tochter von Peter Texier. Es wurden drei Kinder geboren: Adolph (1802–?), Louise Josephine Janette und Ida Charlotte (1815–1868?).

## Werke
- Johann Gottfried Schmeisser: Beyträge zur näheren Kenntniss des gegenwärtigen Zustandes der Wissenschaften in Frankreich. gesammelt während seines Aufenthalts in Paris. Benjamin Gottlob Hoffmann, Hamburg 1797 (Digitalisat).
- Syllabus of lectures on mineralogy, Selbstverl., London, 1794, (Rezension: Allgemeine Literatur-Zeitung, Jahrgang 1798, Band 1, Numero 37, S. 291–292, (online)).
- Johann Gottfried Schmeisser: A System Of Mineralogy. Formed Chiefly On The Plan of Cronstedt. Band I. London 1794 (englisch, Digitalisat).
- Johann Gottfried Schmeisser: A System Of Mineralogy. Formed Chiefly On The Plan of Cronstedt. Band II. London 1795 (englisch, Digitalisat).
- Klage, dem Prinzen Maximilian Julius Leopold von Braunschweig gewidmet, Harnisch, Waldenburg, 1785, (online, SLUB Dresden).
- Versuch vermischter Gedichte und Aufsätze, 1785, (online, Niedersächsische Staats- und Universitätsbibliothek Göttingen).